# Смит, Леонард
Леонард Смит (англ. Leonard Smith; 19 апреля 1894 — 20 октября 1947) — американский кинооператор. Лауреат премии «Оскар» за лучшую операторскую работу в фильме «Оленёнок».

## Биография
Родился 19 апреля 1894 года в Бруклине, США. Дебютировал в качестве кинооператора на съёмках фильма 1915 года «Боевой клич мира». Известен по картинам «Лесси возвращается домой» и «Храбрость Лесси» режиссёра Фреда М. Уилкокса, а также по фильмам «Национальный бархат» и «Оленёнок» режиссёра Кларенса Брауна. Был президентом Американского общества кинооператоров с 1943 по 1947 год.
Умер 20 октября 1947 года в Беверли-Хиллз, США.

## Избранная фильмография
- 1936 — Дьявольская кукла / The Devil-Doll (реж. Тод Браунинг)
- 1937 — Чистокровки не плачут / Thoroughbreds Don’t Cry (реж. Альфред Грин)
- 1938 — Мария-Антуанетта / Marie Antoinette (реж. В. С. Ван Дайк)
- 1943 — Лесси возвращается домой / Lassie Come Home (реж. Фред М. Уилкокс)
- 1944 — Национальный бархат / National Velvet (реж. Кларенс Браун)
- 1946 — Храбрость Лесси / Courage of Lassie (реж. Фред М. Уилкокс)
- 1946 — Оленёнок / The Yearling (реж. Кларенс Браун)

## Награды и номинации
- Премия «Оскар» за лучшую операторскую работу
  - Номинировался в 1942 году совместно с Уильямом В. Сколлом за фильм «Билли Кид[англ.]»[3]
  - Номинировался в 1944 году за фильм «Лесси возвращается домой»[4]
  - Номинировался в 1946 году за фильм «Национальный бархат»[5]
  - Лауреат 1947 года совместно с Чарльзом Рошером и Артуром Арлингом за фильм «Оленёнок»[6]